# Selaginella coarctata
Selaginella coarctata är en mosslummerväxtart som först beskrevs av Carl Friedrich Philipp von Martius, och fick sitt nu gällande namn av Antoine Frédéric Spring. Selaginella coarctata ingår i släktet mosslumrar, och familjen mosslummerväxter. Inga underarter finns listade i Catalogue of Life.